# Antonio Toma Maglie
L'Associazione Sportiva Dilettantistica Antonio Toma Maglie, comunemente nota come Toma Maglie, è un club calcistico italiano di Maglie, in provincia di Lecce.
Fondato nel 1944, vanta quale miglior risultato conseguito la vittoria del campionato di Serie C 1951-1952 girone D e il terzo posto nelle fasi finali per la promozione in Serie B. Ha partecipato a 4 campionati di Serie C, 28 campionati di Serie D e 16 campionati di Eccellenza Pugliese. Ha sfiorato più volte il ritorno nei tornei professionistici durante la militanza in Serie D (poi Campionato Nazionale Dilettanti) negli anni '80 e '90.

## Storia

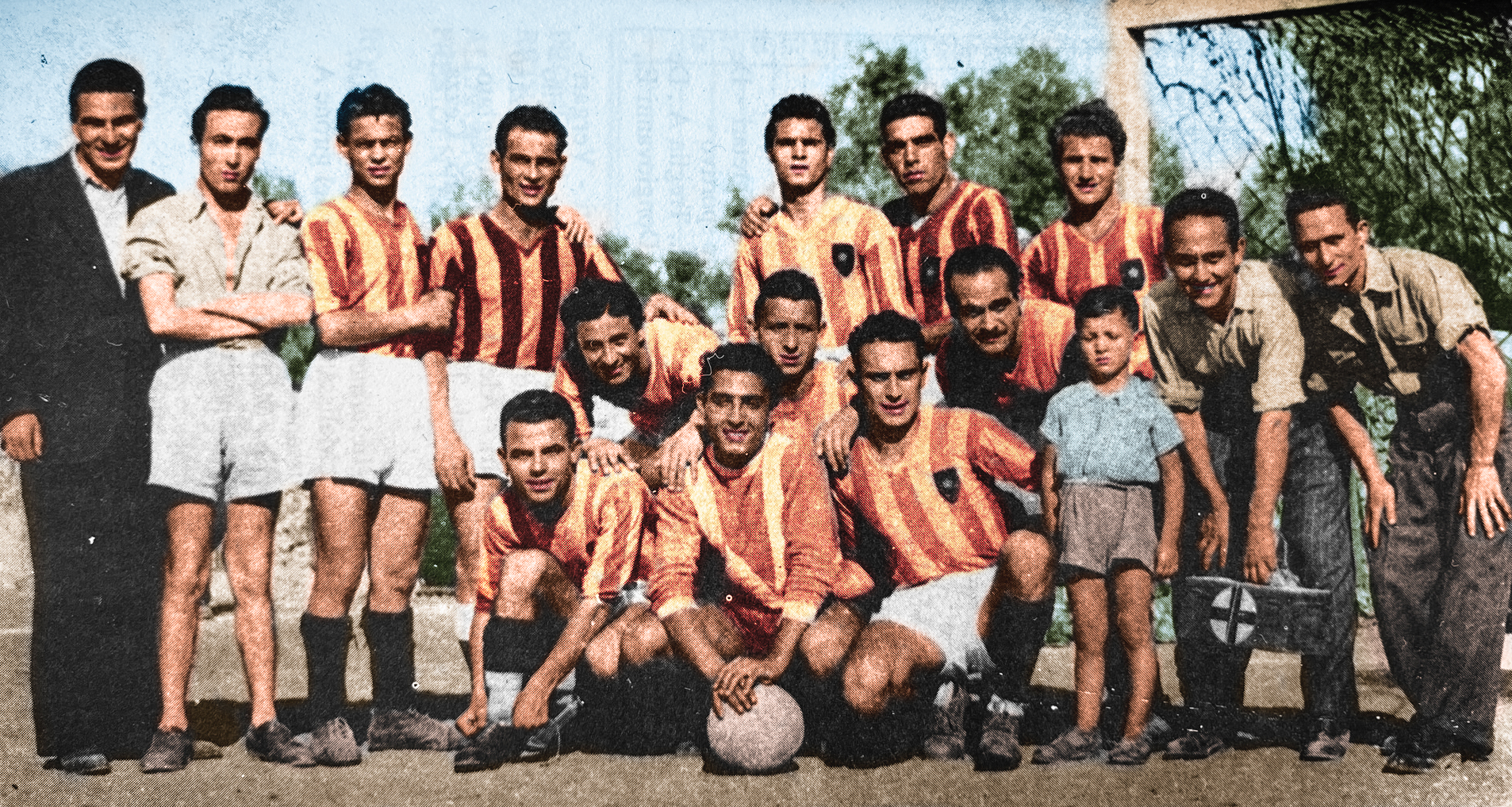
Prima foto dell'U.S. A. Toma Maglie - 1945, ricolorata. In piedi: Cesari, Vergari, Refolo, Nisi, Treglia, Pasca, Manganelli. Accosc.: Spertingati, Giannuzzi, Toma, Zappatore, Provenzano, Abate, Scrascia, Maglio.

Il primo club cittadino ad iscriversi in una competizione ufficiale fu la U.S. Rizzelli Maglie, che nel 1929 fece la sua prima apparizione nel girone B del Campionato Pugliese di Terza Divisione. A partire da questo momento, a Maglie, iniziarono a nascere diverse squadre non professionistiche: alcune presero in prestito i nomi di alcuni rioni della città, come ad esempio "Zone", "Santi Medici", "Policarita", "Stazione Piattaforma", "San Martino". Altre invece vennero intitolate a cittadini magliesi, proprio come la "U.S. Rizzelli Maglie", la "U.S. Mario Tau" o la "U.S. A. Toma".
Il 23 settembre 1944 dalla fusione delle quattro società calcistiche cittadine (U.S. A. Toma, U.S. Ausonia, Polisportiva Magliese e U.S. Mario Tau) nacque l'U.S. A. Toma Maglie. Antonio Toma è la denominazione che i giocatori del rione Zone diedero alla loro squadra, in memoria di un loro compagno caduto in guerra.
Il colore sociale in origine fu il bianco, ereditato dalla Polisportiva Magliese, per poi essere successivamente sostituito dai colori giallo e rosso. Il colore delle divise venne cambiato per sopperire alla carenza, causata forse dalla guerra, di materiale sportivo. I dirigenti della neonata Toma Maglie dovettero, infatti, correre ai ripari acquistando l'unica divisa disponibile sul mercato, a strisce verticali giallorosse appartenente alla U.S. Audace di Lecce. Sulle maglie venne poi apposto uno scudetto di colore nero con al centro una stella bianca, dedicato ad Antonio Toma, che stava a significare "caduto in guerra". Nelle successive stagioni lo stemma venne modificato, sostituendo lo sfondo nero con uno rosso e inserendo tre anelli dorati, simbolo della città di Maglie, al posto della stella.
Il primo allenatore dell' U.S. A. Toma fu Luigi Moro, in seguito sostituito dal capitano della squadra magliese Ernesto Toma.
La prima manifestazione ufficiale alla quale partecipò l'U.S. A. Toma fu la "Coppa del Salento", torneo provinciale vinto proprio dalla società magliese.
Nel 1946 la squadra disputò il campionato di Prima Divisione per i meriti sportivi acquisiti nelle passate stagioni dalla Polisportiva Magliese e da essa trasferiti all'U.S. A. Toma all'atto della sua fusione.

### Gli anni cinquanta
Dal 1950 al 1954 la Toma Maglie partecipò al Campionato Professionistico di Serie C. Nell'arco di questo periodo d'oro il Maglie vinse il campionato di serie C 1951-1952 e raggiunse il decimo posto nel campionato 1952-1953.

#### 1949-1950: La promozione in Serie C
Il campionato 1949-1950 fu per la Toma Maglie un anno importante in quanto sancì, per la prima volta nella sua storia, l'accesso ai campionati professionistici. Quell'anno la Toma Maglie partecipò alla seconda edizione del campionato di promozione che da due anni rappresentava il torneo di calcio di quarto livello a carattere interregionale. Il regolamento metteva in lizza 12 posti per l'ammissione al campionato di Serie C da assegnare alle sei società vincitrici dei gironi della Lega Nord e alle sei società vincitrici dei gironi della Lega Centro-Sud. La Toma Maglie disputò il campionato nel girone N della Lega Sud e si classificò prima con 35 punti.
L'essersi classificata prima non garantì l'accesso diretto al campionato di serie C in quanto il Maglie dovette disputare un ulteriore mini torneo confrontandosi con le squadre vincitrici dei gironi M (Casertana) e O (Nissena). Le finali promozioni si svolsero in campo neutro e videro un prolungamento della fase finale poiché tutte le squadre si classificarono a pari merito. Alla fine, per stabilire le due squadre da promuovere in Serie C, il 16 agosto 1950, presso la Lega Interregionale Sud a Napoli, venne effettuato un sorteggio in virtù del quale Maglie e Nissena furono ammesse al campionato di serie C 1950-1951. In seguito, la Lega decise di ammettere anche la Casertana.
Riepilogo generale

| Squadra   | Giocate | Vinte | Nulle | Perse | R/fatte | R/subite |
| --------- | ------- | ----- | ----- | ----- | ------- | -------- |
| Casertana | 8       | 4     | 0     | 4     | 12      | 11       |
| Maglie    | 8       | 4     | 0     | 4     | 13      | 10       |
| Nissena   | 8       | 4     | 0     | 4     | 14      | 16       |

- Maglie e Nissena promosse in serie C per sorteggio
- Casertana ammessa in seguito per decisione degli organi federali

#### 1950-1951: Il primo campionato di serie C
La stagione 1950-1951 sancì l'ingresso ufficiale del Maglie nel calcio professionistico di serie C. Quell'anno il campionato prevedeva la retrocessione di cinque squadre per girone allo scopo di portare, dalla stagione successiva, i vari raggruppamenti a diciotto squadre. Il campionato si rivelò equilibrato sia al vertice della graduatoria (spareggio tra Stabia e Foggia per la promozione in serie B) sia in media e bassa classifica per la presenza di ben sette squadre distanziate dalla quintultima retrocessa di soli quattro punti. Il Maglie, allenato da Ugo Starace, si classificò all'undicesimo posto chiudendo con quattordici vittorie, quattordici sconfitte ed otto pareggi, e pose le basi per il campionato che avrebbe disputato nella stagione 1951-1952. Tra gli atleti che disputarono il primo campionato di serie C ricordiamo i nomi di Giovanni Civili, Giovanni Giannuzzi, Rotelli, Gaetano Conti, Carmelo Russo, Giovanni Dini, Danilo Vecchi, Giuseppe Giorgino, William Cavallini, José Carlos Surano, Carmine Jacovazzo, De Pascalis, Luigi Scarascia.

#### 1951-1952: Primo nel campionato di Serie C
Nel campionato 1951-1952, a distanza di due anni dalla promozione in serie C, il Maglie si classificò ancora primo nel proprio girone davanti a squadre più blasonate.
Bari, 16 dicembre 1951 - Stadio della Vittoria
BARI-MAGLIE 2-1
BARI: Grandi, Bruni, Medici, Brenco, Filippelli, Sabbatini, Bretti, Canonico, Voros, Carraro, Menighetti (All. Marsico)

MAGLIE: Atripaldi, Tresoldi, Jacovazzo, Francesconi, Giorgino, Castelli, Colla, Conti, Checchetti, Paolinelli, Scarascia (All. Quario)

Arbitro: Marchese di Napoli

Marcatori: Scarascia (Maglie) al 24' del p.t. e Bretti (Bari) al 21' del p.t. Bretti (Bari) al 15' della ripresa

Note: Terreno in buone condizioni. Spettatori 20.000
Il Maglie, in parte rinnovato rispetto al campionato precedente, inserì elementi di esperienza e di valore quali Checchetti (Atalanta), Colla (Pavia), Stellin (Bari), Correnti (Marsala), Vergani (Bari). Questa operazione di rinforzo portò il Maglie alla vittoria del campionato, riscuotendo elogi e suscitando entusiasmo e partecipazione di pubblico, come nel derby con il Bari in uno Stadio della Vittoria gremito con più di ventimila spettatori o in quello con il Lecce, definito dai cronisti del tempo “il derby del Salento”. La squadra dovette affrontare gli spareggi con le squadre vincitrici degli altri gironi per proclamare l'unica squadra che avrebbe dovuto prendere parte al campionato di serie B.

#### La Serie B sfiorata: gli spareggi
A differenza degli anni precedenti nei quali le squadre vincitrici dei propri gironi facevano il grande salto direttamente alla categoria superiore, proprio dal 1952 la serie C subì un cambiamento storico uniformandosi ai campionati di Serie A e Serie B, divenendo anch'essa un campionato a Girone Unico Nazionale. Alla nuova Serie C avrebbero partecipato solo tredici squadre del vecchio torneo più le cinque squadre retrocesse dalla serie B, mentre le escluse (58 squadre) avrebbero preso parte al campionato di Quarta Serie anch'esso riformato in senso elitario. Per l'ammissione in Serie B si dovette, invece, procedere ad un mini torneo tra le squadre vincitrici del girone A (Vigevano), girone B (Piacenza), girone C (Cagliari), girone D (Toma Maglie). Il Maglie si classificò al terzo posto alle spalle di Cagliari e Piacenza, non raggiungendo quindi l'obbiettivo della promozione

#### 1952-1953: Il "girone unico"

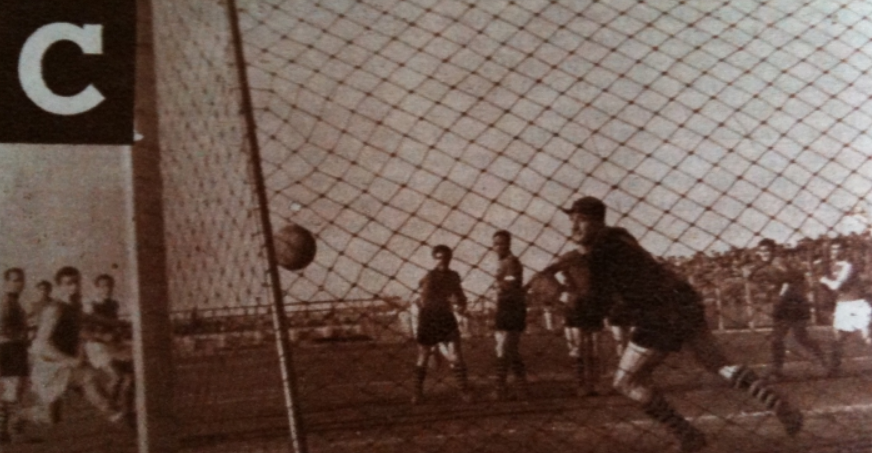
Maglie- 1-0, 18 gennaio 1953. Gol di Giusti.

La riforma che aveva portato nel 1952 la Serie C ad uniformarsi alle due categorie superiori, assumendo anch'essa carattere nazionale e professionistico, vedeva il Maglie impegnato in una competizione nella quale partecipavano squadre appartenenti a grandi città del nord Italia. Il girone unico comprendeva società in rappresentanza di nove regioni: Campania (una), Emilia-Romagna (tre), Lombardia (tre), Liguria (una), Marche (una), Piemonte (una), Puglia (quattro), Toscana (tre), Veneto (una).
Venezia, 31 maggio 1953 - Stadio Pierluigi Penzo
VENEZIA-MAGLIE 0-2
VENEZIA: Romano, Bacchini, Mascellani, Masetto, De Angelis, Bares, Colosio, Toscani, Valentinuzzi, Nordio, Stivanello (All. Testolina)

MAGLIE: De Pascalis, Mandich, Jacovazzo, Francesconi, Giorgino, Paolinelli, Tresoldi, Giusti, Vergani, Checchetti, Gozzi (All. Quario)

Arbitro: Marchetti di Milano

Marcatori: Giusti al 14' del p.t. e al 21' della ripresa

Angoli: 4 a 2 per il Venezia

Note: Tempo nuvoloso. Terreno in buone condizioni. Spettatori 3000 circa.
Al termine della competizione la squadra si classificò all'undicesimo posto e raggiunse la matematica salvezza vincendo al Penzo di Venezia con due reti di Giusti. In quella squadra allenata da Carlo Alberto Quario, militavano giocatori del calibro di Gianni Seghedoni, Giuseppe Giorgino, Eldino Danelutti, Carmine Jacovazzo, Alfio Mandich, Salvatore Martire, Aldo Checchetti, Gaetano Conti, Luciano Giusti, Mario Vergani, Gianfranco Gozzi.
Il 28 gennaio 1953, a Busto Arsizio, si disputò un’amichevole tra il Maglie e la Pro Patria, squadra che militava nel campionato di serie A. L’incontro terminò con il risultato di 2 a 1 a favore dei lombardi, con reti di Martini e Bertoloni per la Pro Patria e Buratti per il Maglie.
- PRO PATRIA-MAGLIE 2-1
- 28 gennaio 1953 - Stadio Comunale di Busto Arsizio
- PRO PATRIA: Uboldi, Travia, Toros, Settembrini, Fossati, Martini, Rebuzzi, Guarnieri, Mannucci, Ciccarelli, Bertoloni. (All. Pellegatta)
- MAGLIE: Danelutti, Mandich, Jacovazzi, Seghedoni, Giorgino, Paolinelli, Fontanesi, Checchetti, Tarantelli, Buratti, Giusti. (All Quario)
- Arbitro: Foresti
- Marcatori: Martini al 15' del p.t. e Bertoloni al 28’ del s.t. per la Pro Patria. Buratti al 10’ del p.t. per il Maglie.
- Note: Nella ripresa le squadre si ripresentano in campo con diversi sostituti. Per la Pro Patria: Oldani, Marcora, Hansen, Visintin, Quaglia, Belcastro, Orzan, Mungai. Per il Maglie: Baldinotti e Nesti.

#### 1953-1954: L'ultimo campionato di serie C
Il campionato 1953-1954 fu l'ultimo che la Toma Maglie disputò in serie C. La squadra, in parte rinnovata nei ranghi con l'inserimento di giovani atleti, giunse solo ad un passo da una storica salvezza (i giallorossi chiusero il girone di andata all'ultimo posto in classifica) lasciandosi alle spalle squadre come Pisa, Lucchese e Mantova ottenendo alcune importanti vittorie come quelle contro la Sanremese, la Carbosarda, il Venezia e l'Arsenaltaranto, poi promosso in serie B. Tutto ciò, comunque, non gli valse la permanenza nel campionato professionistico retrocedendo in serie D dopo quattro stagioni. Di quella squadra, allenata da Dino Bovoli subentrato a Pantani nella seconda parte del torneo, facevano parte Veglianetti (si rivelò uno degli attaccanti più prolifici della categoria collocandosi al secondo posto nella classifica cannonieri alle spalle del piacentino Mari), Tresoldi, Dino Lucianetti, Tarantelli, Spagnolo, Roccheggiani, Folli, Giuseppe Giorgino, Cappello, Nesti, Josè Paolinelli, Conforti, Scacchi, Francesconi, Rizzo, Puce, Bacci, Vergnani.
L'11 ottobre 1953, prima della gara Maglie-Pisa, il Presidente della Lega Giulini consegnò alla società magliese la Coppa Disciplina per i meriti conseguiti nella stagione 1952-1953.
In seguito alla sospensione del campionato per l’impegno della Nazionale, il 24 gennaio 1954 il Maglie disputò un incontro amichevole con la Lazio di Mario Sperone, squadra che militava nel campionato di serie A. L’incontro terminò con il risultato di 1 a 0 a favore dei laziali, con rete di Burini.
- MAGLIE-LAZIO 0-1
- 24 gennaio 1954 - Stadio Tamborino Frisari
- MAGLIE: De Pascalis (Folli), Tresoldi, Scacchi, Conforti, Giorgino, Rocchigiani (Francesconi), Lucianetti, Vergnani (Cappello), Veglianetti, Paolinelli, Cappello (Puce). (All. Bovoli)
- LAZIO: Sentimenti IV, Montanari, Furlassi, Fuin (Di Veroli), Malacarne, Alzani, Burini, Flamini (Carradori), Bettolini, Lofgren, Palombini. (All. Speroni)
- Arbitro: Occhinegro di Taranto
- Marcatori: Burini al 2' del s.t.

#### I derby in serie C
Gli anni della Serie C sono anche ricordati per i derby. Si ricordano quelli con il Bari, il Foggia, il Molfetta, il Brindisi e, soprattutto, quelli con il Taranto e il Lecce.
| Squadre        | Squadre        | Risultato | Sede e data          | Realizzatori                                                         |
| -------------- | -------------- | --------- | -------------------- | -------------------------------------------------------------------- |
| Brindisi       | Maglie         | 0-0       | Brindisi, 12/09/1950 | -                                                                    |
| Maglie         | Arsenaltaranto | 3-2       | Maglie, 26/11/1950   | 2 reti Surano, Quarta (Maglie), 2 reti Margiotta (Taranto)           |
| Lecce          | Maglie         | 0-0       | Lecce, 03/12/1950    | -                                                                    |
| Maglie         | Foggia         | 0-2       | Maglie, 7/01/1951    | Leonzio, De Brita                                                    |
| Maglie         | Brindisi       | 2-2       | Maglie, 25/03/1951   | Conti, Scarascia, 2 reti Regazzi (Brindisi)                          |
| Arsenaltaranto | Maglie         | 0-0       | Taranto, 8/04/1951   | -                                                                    |
| Maglie         | Lecce          | 0-1       | Maglie, 15/04/1951   | Vecchi (autorete)                                                    |
| Foggia         | Maglie         | 4-0       | Foggia, 20/05/1951   | 2 reti Silvestri, Lanciaprima, Niccoli                               |
| Maglie         | Molfetta       | 4-2       | Maglie, 7/10/1951    | La Forgia e Milli (Molfetta), 3 reti Scarascia e Colla (Maglie)      |
| Lecce          | Maglie         | 0-0       | Lecce, 14/10/1951    | -                                                                    |
| Arsenaltaranto | Maglie         | 1-1       | Taranto, 18/11/1951  | Luzzi (Taranto), Conti (Maglie)                                      |
| Bari           | Maglie         | 2-1       | Bari, 16/12/1951     | 2 reti Bretti (Bari), Scarascia (Maglie)                             |
| Maglie         | Foggia         | 1-0       | Maglie, 30/12/1951   | Colla                                                                |
| Maglie         | Brindisi       | 1-1       | Maglie, 06/01/1952   | Michelini (Brindisi), Giorgino (Maglie)                              |
| Molfetta       | Maglie         | 1-2       | Molfetta, 17/02/1952 | Milli (Molfetta), Tarantelli e Colla (Maglie)                        |
| Maglie         | Lecce          | 4-1       | Maglie, 02/03/1952   | Checchetti, Scarascia, Tarantelli, Colla (Maglie), Bislenghi (Lecce) |
| Maglie         | Arsenaltaranto | 2-0       | Maglie, 30/03/1952   | Tarantelli, Scarascia                                                |
| Maglie         | Bari           | 2-1       | Maglie, 20/04/1952   | Scarascia, Colla (Maglie), Bretti (Bari)                             |
| Foggia         | Maglie         | 1-1       | Foggia, 04/05/1952   | Scarascia (Maglie), Candiani (Foggia)                                |
| Brindisi       | Maglie         | 2-1       | Brindisi,11//05/1952 | Scarascia (Maglie), Carnevali e Bearzi (Brindisi)                    |
| Lecce          | Maglie         | 0-0       | Lecce, 19/10/1952    | -                                                                    |
| Arsenaltaranto | Maglie         | 2-1       | Taranto, 30/11/1952  | Fontanesi (Maglie), Tortul e Canavesi (Taranto)                      |
| Molfetta       | Maglie         | 1-1       | Molfetta, 11/01/1953 | Minervini (Molfetta), Giusti (Maglie)                                |
| Maglie         | Lecce          | 1-2       | Maglie, 01/03/1953   | Fontanesi (Maglie), De Santis e Cardinali (Lecce)                    |
| Maglie         | Arsenaltaranto | 2-0       | Maglie, 5/04/1953    | Giusti, Checchetti                                                   |
| Maglie         | Molfetta       | 0-0       | Maglie, 24/05/1953   | -                                                                    |
| Arsenaltaranto | Maglie         | 3-0       | Taranto, 4/10/1953   | 2 reti Ferrari, Cuoghi                                               |
| Maglie         | Lecce          | 0-2       | Maglie, 01/11/1953   | 2 reti Bozzato                                                       |
| Maglie         | Arsenaltaranto | 3-1       | Maglie, 21/02/1954   | 3 reti Veglianetti (Maglie), Castaldi (Taranto)                      |
| Lecce          | Maglie         | 2-0       | Lecce, 21/03/1954    | Bislenghi, Stabellini                                                |

| Squadra  | Giocate | Vinte | Nulle | Perse | R/fatte | R/subite |
| -------- | ------- | ----- | ----- | ----- | ------- | -------- |
| Bari     | 2       | 1     | 0     | 1     | 3       | 3        |
| Brindisi | 4       | 0     | 3     | 1     | 5       | 6        |
| Foggia   | 4       | 1     | 1     | 2     | 2       | 7        |
| Lecce    | 8       | 1     | 3     | 4     | 5       | 8        |
| Taranto  | 8       | 4     | 2     | 2     | 12      | 9        |
| Molfetta | 4       | 2     | 2     | 0     | 7       | 4        |
| Totale   | 30      | 9     | 11    | 10    | 34      | 37       |

#### Il Maglie in schedina
In quegli anni il Maglie fu spesso inserito nei pronostici del Totocalcio, concorso istituito nel 1946. Di seguito alcune delle schedine che videro la presenza della squadra magliese.
| Concorso 25 - Partite del 1º marzo 1953 |                    |       |
| N.                                      |                    | Segno |
| 1                                       | Atalanta-Novara    | 1     |
| 2                                       | Bologna-Inter      | 1     |
| 3                                       | Como-Roma          | 1     |
| 4                                       | Fiorentina-Palermo | 2     |
| 5                                       | Lazio-Sampdoria    | 2     |
| 6                                       | Milan-Triestina    | 1     |
| 7                                       | Pro Patria-Napoli  | X     |
| 8                                       | Torino-Spal        | X     |
| 9                                       | Udinese-Juventus   | X     |
| 10                                      | Monza-Cagliari     | 1     |
| 11                                      | Piombino-Legnano   | 1     |
| 12                                      | Salernitana-Verona | 1     |
| 13                                      | Maglie-Lecce       | 2     |
| Riserve                                 |                    |       |
| 1                                       | Catania-Brescia    | 1     |
| 2                                       | Livorno-Venezia    | 2     |

| Concorso 4 - Partite del 4 ottobre 1953 |                     |       |
| N.                                      |                     | Segno |
| 1                                       | Atalanta-Roma       | X     |
| 2                                       | Fiorentina-Palermo  | 1     |
| 3                                       | Genoa-Bologna       | X     |
| 4                                       | Lazio-Juventus      | 1     |
| 5                                       | Legnano-Inter       | X     |
| 6                                       | Milan-Triestina     | 1     |
| 7                                       | Spal-Napoli         | X     |
| 8                                       | Torino-Novara       | 1     |
| 9                                       | Udinese-Sampdoria   | 2     |
| 10                                      | Messina-Pro Patria  | X     |
| 11                                      | Modena-Brescia      | 2     |
| 12                                      | Treviso-Verona      | 2     |
| 13                                      | Ars. Taranto-Maglie | 1     |
| Riserve                                 |                     |       |
| 1                                       | Catania-Monza       | X     |
| 2                                       | Piacenza-Empoli     | X     |

| Concorso 30 – Partite del 4 aprile 1954 |                   |       |
| N.                                      |                   | Segno |
| 1                                       | Atalanta-Spal     | 2     |
| 2                                       | Bologna-Novara    | 1     |
| 3                                       | Fiorentina-Lazio  | 2     |
| 4                                       | Inter-Juventus    | 1     |
| 5                                       | Legano-Milan      | X     |
| 6                                       | Roma-Palermo      | 1     |
| 7                                       | Sampdoria-Genoa   | X     |
| 8                                       | Torino-Triestina  | X     |
| 9                                       | Udinese-Napoli    | X     |
| 10                                      | Catania-Messina   | 2     |
| 11                                      | Como-Pro Patria   | 2     |
| 12                                      | Modena-Lanerossi  | 1     |
| 13                                      | Maglie-Venezia    | 1     |
| Riserve                                 |                   |       |
| 1                                       | Fanfulla-Verona   | X     |
| 2                                       | Sanremese-Livorno | X     |

#### La ripartenza dalla IV serie
La retrocessione in IV serie, nel campionato 1954-1955, fece tornare la squadra in una realtà diversa da quella della Serie C. La squadra, allenata da Dino Bovoli, si piazzò al 12º posto a tre punti dall'Ascoli, quartultima classificata e prima delle squadre retrocesse. Di quella squadra ricordiamo il difensore Claudio Da Valle, che vestì la casacca magliese per due stagioni prima di passare al Lecce con il quale disputò ben sei campionati, De Falco, Tosi, Balconi, Mirotti, Conforti, Passon e l'attaccante Livio Noè, autore delle due rete con le quali il Maglie si aggiudicò il derby con il Lecce nella stagione successiva. Il rischio sventato della retrocessione si materializzò nel campionato 1955-1956 dove questa volta fu il Maglie a classificarsi al quartultimo posto, a solo tre distanze dal Campobasso, retrocedendo nei campionati minori di Promozione. Iniziò così un lungo periodo di alterni risultati (si ricorda, nel torneo 1959-1960, il primo posto nel girone D e il conseguente spareggio con le vincitrici degli altri gironi: Altamura, Andria e Mesagne) fino ad arrivare alla vittoria del campionato 1962-1963 che sancì il ritorno della squadra in Serie D.

### Gli anni sessanta
Vinto nella stagione 1962-1963 il campionato di Prima Categoria, i primi anni dei sette di permanenza in Serie D, furono contraddistinti da buoni piazzamenti come il quinto posto nella stagione 1963-1964 (sotto la guida tecnica di Francesco Petagna e con in squadra elementi quali i triestini Umberto Bizai, Nevio Dudine e Claudio Demenia, il centravanti Tosi proveniente dalla Mirandolese, Greco dal Siracusa e il portiere Leoni dal Caltagirone, per citarne alcuni), il quarto posto nella stagione 1964-1965 (con il ritorno sulla panchina del Maglie di Ugo Starace, l'allenatore della storica promozione in Serie C) e l'ottavo posto nella stagione 1965-1966 (squadra allenata dal vicentino Giovanni Zanollo).
I tornei successivi furono all'insegna di posizioni di media e bassa classifica, con salvezze agevoli ed altre raggiunte con non poche preoccupazioni, come quella del campionato 1966-1967 quando la squadra si classificò al quartultimo posto a tre distanze dal Gloria Chieti (quell'anno non erano previste retrocessioni per l'allargamento dei quadri di serie D), o come quella del campionato 1968-1969 quando, a pari merito con altre tre formazioni, il Maglie (allenato da Angelo Buratti e composto da giocatori quali gli ex della Triestina Renzo Canzian, Fermo Ferrara, Luciano Tommasi, Nevio Dudine e Adriano Varglien, l'ex del Lecce Luigi Garagna, Giuseppe Valà) si classificò a due punti dal Bisceglie, prima delle retrocesse. Tutti questi segnali preoccupanti ebbero come epilogo la retrocessione del Maglie nel campionato 1969-1970; una stagione disastrosa durante la quale la squadra, con soli 23 punti e ad una sola distanza dall'ultima posizione occupata dal Giovinazzo, si congedò dal campionato di serie D.

### Gli anni settanta
Il secondo posto nella stagione 1970-1971 alle spalle del Tricase e il terzo nella stagione 1973-1974 alle spalle del Gallipoli e della capolista Casarano, rappresentarono i migliori piazzamenti della squadra dal 1970 al 1977 (nelle stagioni 1970-1971 e 1971-1972 il Maglie disputò il torneo di V livello denominato Prima Categoria. L'anno seguente il torneo, a parità di livello, assunse la denominazione di Promozione già in uso in altri comitati regionali).
La permanenza in Promozione si concluse nella stagione 1976-1977 quando il Maglie si classificò all'ultimo posto, alle spalle del Francavilla, retrocedendo nel campionato di Prima Categoria che nel nuovo assetto dell'epoca occupava il VI livello della piramide del calcio italiano.
Il secondo posto raggiunto nella stagione 1977-1978 consentì al Maglie il ripescaggio e l'immediato ritorno nella categoria superiore.

### Gli anni ottanta
La vittoria del campionato di Promozione nella stagione 1980-1981, sotto la presidenza di Giorgio Anastasia, sancì il ritorno nel Campionato Interregionale.
I tornei successivi furono caratterizzati da buoni piazzamenti. Nella stagione 1981-1982 la squadra si classificò al terzo posto alle spalle del Nardò e della Gioventù Brindisi, mentre nella stagione 1982-1983 si posizionò al secondo posto a due distanze dalla Pro Italia Galatina, vedendo così sfumare la promozione in serie C2 dopo un torneo incerto fino alle battute finali.

### Gli anni novanta
Il decennio si aprì con la retrocessione, nella stagione 1990-1991, della Toma Maglie nel Campionato di Eccellenza. Al decimo posto nel campionato 1991-1992 seguì, nella stagione 1992-1993, la promozione nel Campionato Nazionale Dilettanti. Il salto nella categoria superiore fu l'inizio di un ciclo durante il quale la squadra sfiorò più volte il ritorno in serie C.
Nei sette anni di Campionato Nazionale Dilettanti, disputati dal 1993 al 2000, i migliori risultati furono il secondo posto raggiunto nella stagione 1993-1994, quando la squadra, arrivando seconda a pari merito con la Nocerina, rimase in lizza per il ripescaggio in Serie C2 poi assegnato alla compagine campana, e il secondo posto alle spalle dell'Altamura nella stagione 1995-1996.
L'avventura nei Campionati Nazionali Dilettanti si concluse nella stagione 1999-2000 quando la squadra si classificò all'ultimo posto, con solo 8 punti, raggiungendo il peggior risultato mai ottenuto nella sua storia.

### Gli anni duemila
Il quarto posto raggiunto nel campionato di Eccellenza Pugliese 2000-2001, a quattro punti di distacco dalla capolista Grottaglie, e il terzo posto nel torneo 2001-2002 fecero sperare che la permanenza in Eccellenza fosse solo una breve parentesi. I campionati successivi, invece, furono all'insegna di posizioni di media classifica, come il settimo posto nella stagione 2002-2003 e il dodicesimo posto nella stagione 2003-2004.
Nel campionato 2004-2005 si presentarono al nastro di partenza squadre come il Brindisi, l'Altamura, il Monopoli, l'Ostuni. Il campionato del Maglie si concluse al decimo posto. L'anno 2004-2005 va inoltre ricordato per il 60º anniversario di vita dell'U.S. Toma Maglie. Con una manifestazione voluta dal patron Corvaglia, il 22 dicembre 2004, presso l'auditorium "Cezzi", si festeggiò l'anniversario alla presenza di quanti contribuirono a fare la storia della società.
Il campionato 2005-2006 presentò delle novità rispetto agli anni passati. La FIGC, infatti, decise di introdurre i play-off e i play-out adeguandosi alle categorie superiori. La squadra disputò un buon campionato e sfiorò i play-off dopo un finale fatto di sei vittorie, quattro pareggi e una sconfitta contro il Victoria Locorotondo che si rivelerà determinante ai fini della classifica generale. Il Maglie, infatti, si classificò a solo due lunghezze dalla compagine barese, ultima delle squadre ad accedere agli spareggi play-off.
Il campionato 2006-2007 cominciò con tre vittorie consecutive, a cui seguirono quattro pareggi e due sconfitte. I risultati successivi (una vittoria, 4 pareggi e 4 sconfitte) indussero la dirigenza a sollevare il tecnico dall'incarico sostituendolo con l'allenatore della formazione juniores Costa. Il cambio non diede effetti immediati e la squadra si ritrovò in zona retrocessione dopo la sconfitta contro il Capurso. Da quel momento in poi ci fu una positiva inversione nel rendimento della squadra (otto risultati utili consecutivi) che raggiunse la matematica salvezza con una giornata di anticipo.
La crisi di risultati che contraddistinse il torneo 2007-2008 portò la squadra agli spareggi play-out che sancirono la retrocessione della Toma Maglie nel campionato di Promozione dopo anni di militanza tra serie D ed Eccellenza.
Nel campionato 2008-2009 la squadra si presentò ai nastri di partenza con un team fortemente rinnovato (nuova società e nuovo parco giocatori). Il Maglie chiuse la competizione al secondo posto alle spalle del Taurisano, traguardo che valse ai giallorossi il diritto di partecipare ai play-off dai quali uscirono vincitori. In virtù di tale risultato, e tenuto conto del miglior piazzamento della squadra in campionato rispetto a quello della vincitrice dei play-off del girone A (Fortis Trani), il Maglie riconquistò un posto nella massima serie dilettantistica regionale.
Nella stagione 2009-2010, con un bilancio finale di 4 vittorie a fronte di 19 sconfitte e 11 pareggi, il Maglie si classificò al penultimo posto retrocedendo direttamente in Promozione.

### Gli anni duemiladieci
Nel campionato 2010-2011, dopo un inizio stentato che determinò un ritardo di sette punti dal duo di testa Galatina e Mottola, la squadra di mister Lombardo inanellò una striscia di risultati utili permettendole di raggiungere il primo posto in classifica che mantenne per tutto il torneo. Una stagione culminata con la promozione nel massimo campionato regionale e caratterizzata dagli 82 punti in classifica (miglior punteggio nella sua storia) e dalle 25 vittorie di cui 14 in sequenza.
Nella stagione 2011-2012 la squadra si classificò all'ultimo posto. Un campionato iniziato bene (4 vittorie, 4 pareggi e 1 sola sconfitta nelle prime nove giornate) e concluso male in seguito alla crisi societaria che portò la squadra verso la retrocessione in Promozione.
Nel torneo 2012-2013 la squadra chiuse all'undicesimo posto. Questo campionato, come il precedente, fu caratterizzato dalla crisi societaria e da avvicendamenti di allenatori e calciatori. A metà febbraio arrivò in panchina Cosimo Portaluri che con i ragazzi del settore giovanile e qualche veterano riuscì ad ottenere una salvezza più che tranquilla.
Nella stagione 2013-2014 Lorenzo Adamuccio assieme ad altri appassionati salvò la squadra dal fallimento e in pochi giorni allestì una rosa con l'obiettivo di disputare un campionato di transizione. La squadra chiuse al nono posto. Un ulteriore risultato fu la vittoria del titolo di capocannoniere da parte di Renis con 26 gol.
Al vittorioso esordio nella stagione 2014-2015 seguirono tre pareggi che indussero la dirigenza a sollevare dall’incarico l'allenatore Colagiorgio e ad affidare la conduzione tecnica a Puce, il quale si dimise dopo una sola gara lasciando il posto a Bruno. A febbraio, dopo una serie di risultati non esaltanti e in seguito alla contestazione della tifoseria, la squadra fu affidata a Cannarile che concluse il campionato al dodicesimo posto.
Nel campionato 2016-2017 il Maglie vinse lo spareggio salvezza ai playout contro il Manduria e si garantì la permanenza nella categoria.
Nella stagione 2017-2018 la squadra corse il rischio di non iscriversi al campionato di Promozione e solo il provvidenziale ingresso di un nuovo gruppo dirigenziale riuscì ad evitare l'esclusione dal torneo. Nonostante le vicissitudini, fu allestita una squadra che si dimostrò competitiva raggiungendo un insperato sesto posto.
La stagione 2018-2019 ebbe due volti: dopo un girone di andata deficitario, con la squadra al penultimo posto, il girone di ritorno fu all'insegna della risalita, con 31 punti (frutto di 9 vittorie, 4 pareggi e 2 sconfitte) che valsero il terzo posto in classifica al termine della stagione regolare, che consentì ai giallorossi di disputare la finale dei play-off, persa contro la Deghi Lecce.
Nella stagione 2019-2020 al Maglie vengono inflitti 6 punti di penalizzazione per illeciti sportivi. Alla fine del campionato, interrotto causa Covid-19, dopo una stagione ricca di alti e bassi il Maglie si classifica settimo con 35 punti, ma l'accoglimento del ricorso della società e il relativo annullamento della penalizzazione valgono alla Toma il 5º posto a 41 punti.

### Gli anni duemilaventi
Nella stagione 2020-2021 il Maglie, in seguito alla riforma del campionato di Eccellenza, viene ammesso al massimo campionato regionale dopo 11 anni di assenza. I giallorossi totalizzeranno 17 punti classificandosi sesti.
Nel campionato 2021-2022 la squadra chiude al 5º posto con 40 punti. Dopo aver lottato fino alla fine per il secondo posto, a seguito di una protesta dei calciatori, le ultime tre partite vengono disputate e perse dalla formazione Juniores.
La stagione 2022-2023, anche se caratterizzata dalla mancanza dello stadio "Tamborino Frisari" e dalla protesta dei tifosi giallorossi nei confronti della società, inizia con ottimi presupposti. La società è solida e la squadra viene costruita per tentare di vincere il campionato. Dopo un periodo di profonda crisi dovuto ad una mancanza cronica di risultati e al conseguente inasprirsi della protesta, il consiglio direttivo decide di rassegnare in blocco le dimissioni durante la finestra di mercato dicembrina. Le sorti della A. Toma Maglie, pericolosamente vicina alla zona play-out al netto dei soli 14 punti in classifica e con una società dimissionaria, sembrano ormai segnate. Per questi motivi la quasi totalità dei giocatori chiede e ottiene di essere ceduta nella sessione di mercato invernale. Il titolo viene raccolto dal neo-presidente Maurizio Papuli e dal main sponsor Rosario Nisi, che in soli 14 giorni rifondano completamente la squadra ingaggiando sia giovani promesse che veterani del calcio dilettantistico e non. Viene esonerato l'allenatore Mimmo Oliva in favore del tecnico magliese Andrea Romano che, dopo un girone di ritorno ricco di sorprese e sofferenze, concretizza un miracolo sportivo e conquista la salvezza diretta all'ultima giornata di campionato. Il pareggio casalingo con l'Ostuni, al netto della sconfitta dell'Arboris Belli, vale per il Maglie la permanenza in Eccellenza.
La stagione 2023-2024 della Toma Maglie si apre, come nelle precedenti annate, con l’indisponibilità dello stadio “Tamborino Frisari”, ancora in fase di ristrutturazione. Questa situazione scoraggia molti imprenditori dal rilevare il titolo sportivo del club giallorosso. Quando il destino della società sembra ormai segnato, a poche ore dall’inizio del campionato, una cordata di imprenditori salentini — Cosimo Bellisario, Dino Leucci e Dario Montagna — con il supporto del main sponsor Eugenio Filograna, riesce a evitare fallimento e radiazione. Il direttore sportivo Andrea Bernardo e il tecnico Gigi Bruno allestiscono in tempi record una squadra giovanissima, composta in gran parte da esordienti. Nonostante un avvio incerto, la Toma inizia a esprimere un buon calcio, conquistando punti preziosi in ottica salvezza. Tuttavia, alla chiusura del mercato invernale emergono con chiarezza i gravi problemi economici e societari, già evidenti da alcune settimane. L’incapacità della dirigenza di garantire stipendi e rimborsi innesca una profonda crisi che porta all’esonero di Bruno e Bernardo. Al loro posto arrivano Stefano Pero in panchina e Silvio Allegro in veste dirigenziale. Il cambio, però, non basta a invertire la rotta: a poche giornate dal termine, la squadra crolla e conclude il campionato con una retrocessione diretta in Promozione Pugliese, dopo cinque stagioni consecutive in Eccellenza. Il 2 maggio 2024 arriva una nuova svolta: l’imprenditrice magliese Paola Vella rileva la società, annunciando la volontà di ricostruire il settore giovanile e riportare in alto il nome della Toma Maglie.
La stagione 2024-2025 si apre con l’intenzione dichiarata di disputare un campionato dignitoso, capace di riportare entusiasmo in un ambiente spento ormai da diverse stagioni. Dopo anni di assenza, la Toma Maglie torna finalmente a giocare sul rinnovato terreno del “Tamborino Frisari”, restituito alla squadra e alla città al termine dei lavori di ristrutturazione. In breve tempo viene allestita una squadra competitiva, composta da elementi di qualità e affidata alla guida tecnica di Andrea Salvadore. Nonostante una buona partenza e risultati complessivamente positivi, la squadra fatica a esprimere appieno il proprio potenziale, alternando prestazioni convincenti ad altre meno brillanti, segno di una crescita ancora in fase di consolidamento. Per riportare serenità in un ambiente incrinato sotto diversi aspetti, la società decide di sollevare Salvadore dall’incarico e affida la guida tecnica ad Alberto Giulitto, nella speranza di ritrovare compattezza e continuità di rendimento. Il cambio in panchina si rivela decisivo: la squadra risale la classifica, accede ai playoff e vince il mini torneo valido per un eventuale ripescaggio in Eccellenza. L’ammissione è stata ufficializzata dal Consiglio Direttivo del Comitato Regionale il 19 agosto 2025.

## Strutture

### Stadio
L'Unione Sportiva Toma Maglie gioca le partite casalinghe nello Stadio Comunale "Antonio Tamborino Frisari".
- Ubicazione: Via Madonna di Leuca
- Superficie terreno: Erba sintetica
- Capacità: 2500 posti
- Copertura campo: Assente
- Pista di atletica: Presente
- Proprietario: Comune di Maglie

## Allenatori e presidenti
Di seguito l'elenco di allenatori e presidenti del Maglie dall'anno della fondazione.
- 1945-1946 -  Luigi Moro, poi Ernesto Toma
- 1946-1947 -  Cosma
- 1947-1948 -  Locatelli
- 1948-1949 -  Scategni, Ugo Starace
- 1949-1951 -  Ugo Starace
- 1951-1953 -  Carlo Alberto Quario
- 1953-1954 -  Arnaldo Pantani, poi Dino Bovoli
- 1954-1955 -  Dino Bovoli
- 1955-1956 -  Armando Viotto
- 1956-1958 -  Carmelo Russo
- 1958-1959 -  Giuseppe Giorgino
- 1959-1960 -  Ugo Starace
- 1960-1961 -  Garbo
- 1961-1962 -  Giuseppe Giorgino
- 1962-1963 -  Giuseppe Colasanto
- 1963-1964 -  Franco Petagna
- 1964-1965 -  Ugo Starace
- 1965-1966 -  Giovanni Zanollo
- 1966-1967 -  Euro Giannini, poi De Vitis
- 1967-1969 -  Bellini, poi Angelo Buratti
- 1969-1970 -  Giacomo De Caprio, poi Angelo Buratti
- 1970-1972 -  Walter Trifance
- 1972-1973 -  Antonio Cillo
- 1973-1975 -  Antonio De Iaco
- 1975-1976 -  Ninì Colucci, poi Antonio De Iaco
- 1976-1977 -  Macripò, poi Bastiani
- 1977-1978 -  Trifance
- 1978-1979 -  De Francesco, poi Giuseppe Orlando
- 1979-1980 -  Giuseppe Orlando, poi Piero Chiri
- 1980-1981 -  Giorgio Ferilli
- 1981-1984 -  Rodolfo Conte
- 1984-1985 -  Gianni Facchinello
- 1985-1986 -  Francesco Dellisanti
- 1986-1987 -  Giuseppe Leo
- 1987-1988 -  Francesco Dellisanti, Salvatore Merico
- 1988-1989 -  Giuseppe Leo, poi Franco Tramacere - Giuseppe Puzzovio
- 1989-1990 -  Giuliano Conte, poi Giorgio Ferilli, poi Giuliano Conte
- 1990-1991 -  Giuliano Conte, poi Antonio Vergari
- 1991-1992 -  Giorgio Ferilli, poi Gabrieli Toti, poi Greco
- 1992-1993 -  Enzo Carbonella
- 1993-1994 -  Mario Ruberto, poi Marcello Petrucelli
- 1994-1995 -  Marcello Petrucelli, poi Salvatore Merico
- 1995-1996 -  Francesco Cartisano, poi Rodolfo Conte
- 1996-1997 -  Rodolfo Conte, poi Antonio Renna, poi Claudio Luperto
- 1997-1998 -  Nevio Orlandi, poi Giuseppe Palumbo
- 1998-1999 -  Giuseppe Palumbo
- 1999-2000 -  Antonio Toma, poi Carlo Costa, poi Primitivo, poi Ruggeri
- 2000-2001 -  Salvatore Merico
- 2001-2002 -  Taurino, poi Claudio Luperto
- 2002-2003 -  Claudio Luperto, poi Giuseppe Puzzovio
- 2003-2004 -  Donato Cancelli, poi Mario Ruberto
- 2004-2005 -  Mario Ruberto, poi Antonio Ciracì, poi Giuseppe Puzzovio
- 2005-2006 -  Gianni Colonna
- 2006-2007 -  Gianni Colonna, poi Carlo Costa
- 2007-2008 -  Alessandro Morello, poi  Pedro Pasculli, poi Pierluigi Orlandini
- 2008-2009 -  Gigi Bruno, poi Flavio Simone, poi Andrea Romano
- 2009-2010 -  Karel Zeman, poi Romano, poi Zeman
- 2010-2011 -  Andrea Lombardo
- 2011-2012 -  Sergio Volturo, poi Giuseppe Puzzovio, poi Volturo
- 2012-2013 -  Martina, poi Colagiorgio, poi Manco
- 2013-2014 -  Cosimo Portaluri, poi Gigi Bruno
- 2014-2015 -  Luigi Colagiorgio, poi Silvano Puce, poi Gigi Bruno, poi Marco Cannarile
- 2015-2016 -  Marco Cannarile, poi Luca Renna, poi Pietro Sportillo, poi Antonio Renis  (allenatore/giocatore)
- 2016-2017 -  Rocco Errico, poi Giuseppe Branà
- 2017-2020 -  Cosimo Portaluri, poi Orazio Mitri
- 2020-2021 -  Orazio Mitri, poi Claudio Luperto
- 2021-2022 -  Claudio Luperto
- 2022-2023 -  Mimmo Oliva, poi Andrea Romano
- 2023-2024 -  Gigi Bruno, poi Stefano Pero
- 2024-2025 -  Andrea Salvadore, poi Alberto Giuliatto
- 2025-2026 -  Alberto Giuliatto

- 1945-1946 -  Ernesto Toma
- 1946-1947 -  Achille Tamborino
- 1947-1948 -  Giuseppe Macagnano
- 1948-1950 -  Alberto Pugliese
- 1950-1953 -  Sante Cezza
- 1953-1954 -  Clodomiro Catalano
- 1954-1955 -  Tommaso Tronci
- 1955-1956 -  Alberto Anastasia
- 1956-1958 -  Cosimo Abate
- 1958-1959 -  Rocco Causio
- 1959-1961 -  Luigi Ruscelli
- 1961-1964 -  G. Acquaviva
- 1964-1965 -  Antonio Nisi
- 1965-1966 -  Sanasi
- 1966-1967 -  Sanasi - Palma Modoni
- 1967-1968 -  Giuseppe Palma Modoni
- 1968-1975 -  Latino Puzzovio - Salvatore Fitto
- 1975-1976 -  Ernesto Giannaccari
- 1976-1977 -  Ernesto Arcella
- 1977-1981 -  Giorgio Anastasia
- 1981-1982 -  Fulvio Carnicelli
- 1982-1983 -  Fulvio Carnicelli, poi Giorgio Anastasia
- 1983-1984 -  Giorgio Anastasia
- 1984-1986 -  Fulvio Carnicelli
- 1986-1988 -  Annino Tornese
- 1988-1989 -  Giovanni Agrosì - Oronzo Agrosì
- 1989-1991 -  Oronzo Agrosì
- 1991-1992 -  Oronzo Agrosì, poi Salvatore Ruggeri
- 1992-1999 -  Salvatore Ruggeri
- 1999-2000 -  Gennaro Di Maio - Antonio Cillo
- 2000-2003 -  Luciano Grassi
- 2003-2004 -  Luciano Grassi - Giuseppe De Cagna
- 2004-2006 -  Giuseppe De Cagna
- 2006-2008 -  Antonio Minafro
- 2008-2009 -  Romeo Sicuro
- 2009-2010 -  Daniele Gatto
- 2010-2011 -  Cosimo Prete
- 2011-2012 -  Cosimo Prete, poi Renato Lillo
- 2012-2013 -  Renato Lillo
- 2013-2015 -  Lorenzo Adamuccio, poi Daniele Gatto
- 2015-2016 -  Daniele Gatto
- 2016-2017 -  Armando Dino Leucci
- 2017-2020 -  Francesco De Lumè
- 2021-2022 -  Amleto Anastasia
- 2022-2023 -  Francesco Ferramosca, poi Maurizio Papuli
- 2023-2024  Tommaso Leo
- 2024 -   Paola Vella

## Palmarès

### Competizioni interregionali
- Campionato italiano di Serie C: 1

Primo posto: 1951-1952 (girone D)
- Campionato di Promozione (Lega Interregionale Sud): 1

1949-1950 (girone N)

### Competizioni regionali
- Eccellenza: 1

1992-1993
- Promozione: 2

1980-1981 (girone B), 2010-2011
- Prima Categoria: 2

1959-1960, 1962-1963

### Altri piazzamenti
- Finali per la promozione in Serie B

Terzo posto: 1951-1952
- Campionato di Serie D

Secondo posto: 1982-1983, 1995-1996
Terzo posto: 1981-1982, 1993-1994
- Prima Categoria:

Primo posto: 1959-1960  (girone D)
- Finale per la promozione in Serie D

Secondo posto: 1959-1960
- Campionato di Eccellenza

Terzo posto: 2001-2002

### Trofei
- Coppa vincente Serie C: 1

1951-1952 (girone D)
- Coppa del Salento:

1945-1946
- Coppa Disciplina: 1

1952-1953

## Statistiche e record
Il record per il marcatore più giovane della A. Toma Maglie è detenuto da Jacopo Grimaldi che il 26 novembre 2023, a soli 16 anni, 9 mesi e 18 giorni, segna nella partita contro l'ASD Ostuni 1945, terminata poi 0-4 in favore dei giallorossi.

## Tifoseria

### Storia

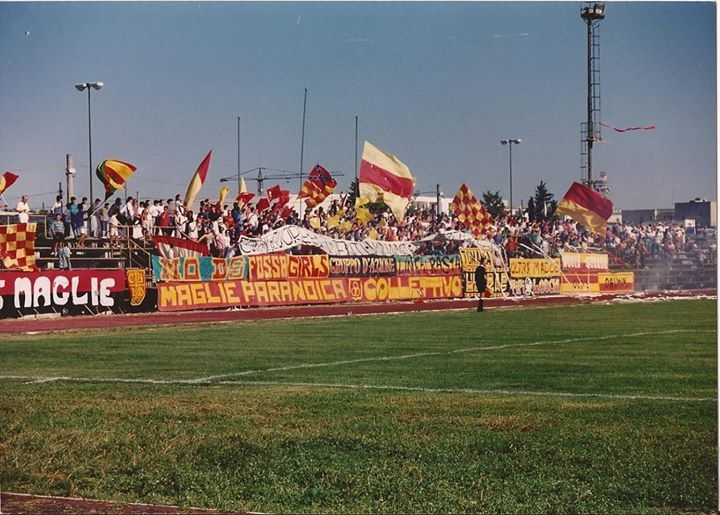
Gradinata Est nei primi anni novanta.

La sede del tifo organizzato magliese risiede nella Gradinata Est dello stadio Antonio Tamborino Frisari. In passato, tuttavia, la falange calda dei supporters giallorossi ha cambiato settore diverse volte, a causa dei vari rimaneggiamenti dello stadio.
Fino al 1967, anno della più importante ristrutturazione del Tamborino Frisari, i protonuclei del tifo organizzato si radunavano nella vecchia Curva Nord, poi demolita. Il "settore caldo" passò dunque ad essere la Tribuna Ovest. In questo periodo sorse il primo storico gruppo ultras, gli Ultrà Maglie, nato nel 1978. Verso la prima metà degli anni ottanta gli Ultrà Maglie si trasferirono nella vecchia Gradinata Est dove, grazie anche agli ottimi risultati sportivi conseguiti dalla squadra, fiorirono numerosissimi altri gruppi: il Collettivo Alcolico Ultrà Maglie (nato nel 1986, si accingerà a diventare il gruppo principale della Gradinata), Maglie Paranoica, Linea Rasta, Mods, Tipi Loschi, Stonati, Gruppo d'Azione e Girls. Nel 1993, con il ritorno del club nel C.N.D. compaiono inoltre gli Old's Drunk e Tomania.
Il 1995 è un anno di svolta per la tifoseria giallorossa: molti ultras magliesi vengono diffidati e arrestati per i tafferugli causati durante le partite contro Martina e Galatina. Per protesta, tutti i gruppi ad eccezione degli Ultras Maglie 86 vengono sciolti. Nei mesi successivi, con il finire della protesta, vengono fondati nuovi gruppi quali Luridi 1995 e Magalia, mentre altri vengono rifondati, come ad esempio i Fedeli alla Linea (ex Linea Rasta). Nel 1997/98, durante gli ultimi anni di Serie D, la tifoseria è costretta a tornare nella tribuna ovest a causa delle nuove normative per la sicurezza e l'ordine pubblico.
Nei primi anni 2000 i gruppi si riuniscono nuovamente dietro lo striscione Ultras Maglie. Nel 2005 nascono i Boys Maglie, che non impiegano molto a conquistare il ruolo di protagonisti nel panorama ultras magliese. Sono sempre i Boys, nel 2018, a ottenere il ritorno nello storico settore del tifo, la gradinata est. Con il ritorno in gradinata ricompaiono anche i Luridi 95. Nel 2019, tuttavia, muore Marco Tunno, elemento di spicco della tifoseria nonché fondatore dei Boys Maglie.
Nel 2020 due nuovi gruppi si affacciano sulla balconata della gradinata: Bravi Ragazzi e Ragazzi della Est.

### Gemellaggi e amicizie
I tifosi della Toma Maglie sono gemellati da molti anni ormai con i tifosi dell'Atletico Tricase.  Durante gli incontri tra Maglie e Tricase, infatti, non è raro vedere entrambe le tifoserie tifare insieme dallo stesso settore ed esporre congiuntamente i rispettivi vessilli.
Rapporti di amicizia e rispetto, inoltre, legano i tifosi giallorossi a quelli di Cursi, Manfredonia e Fasano. In passato, una forte amicizia esisteva anche tra i gruppi Ultras Maglie 1986 e Lions Salernitana. Lo striscione degli ultras Maglie, a partire dal 1993, comparve più volte assieme ai vessilli granata sulle balaustre dello stadio Arechi di Salerno, nonché al Maradona di Napoli e al Fanuzzi di Brindisi in occasione delle gare Salernitana - Juve Stabia e Brindisi - Salernitana.

### Rivalità

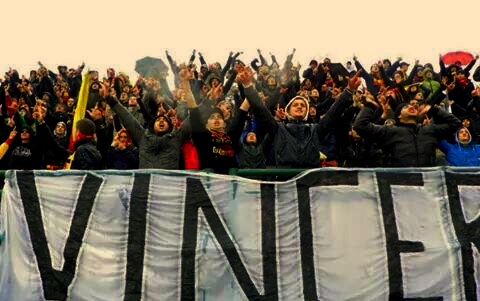
Ultras giallorossi durante il match Galatina - Toma Maglie del 2011.

La rivalità più accesa riguarda quella con il Galatina. Eclatanti furono le violenze generatesi il 9 novembre 2006 sul terreno di gioco del Tamborino Frisari alla fine dell'incontro tra le due compagini: furono oltre 30 i tifosi identificati e denunciati dai carabinieri delle centrali di Maglie e Galatina. In questa occasione gli ultras magliesi riuscirono ad impadronirsi dello striscione del gruppo galatinese Park Kaos dopo che un altro striscione bianconero, quello dei Leoni della Ovest, era caduto in mano magliese solo pochi anni prima.
L'ultimo derby giocato contro gli storici rivali risale al 2011, quando allo stadio Giuseppe Specchia di Galatina i giallorossi si imposero per 3-1, ipotecando la promozione nel massimo campionato regionale. In questa occasione furono oltre 500 i tifosi giallorossi che, nonostante il maltempo, raggiunsero l'impianto biancostellato. Nel 2019, in piena pandemia CoVid-19, i tifosi giallorossi e bianconeri cooperarono nonostante la rivalità per rifornire l'ospedale Santa Caterina di Galatina (colpito da numerosi casi di positività al virus) di mascherine chirurgiche.
Altre rivalità esistono con Manduria, Nardò, Taurisano e Ostuni. Rapporti di ostilità ormai poco sentiti sorsero, soprattutto tra la prima metà degli anni ottanta e la seconda metà degli anni novanta, anche con Martina, Altamura e Casarano.

## Partecipazioni ai campionati

### Campionati nazionali
| Livello | Categoria                       | Partecipazioni | Debutto   | Ultima stagione | Totale |
| ------- | ------------------------------- | -------------- | --------- | --------------- | ------ |
| 3º      | Serie C                         | 4              | 1950-1951 | 1953-1954       | 4      |
| 4º      | Promozione                      | 2              | 1948-1949 | 1949-1950       | 11     |
| 4º      | IV Serie                        | 2              | 1954-1955 | 1955-1956       | 11     |
| 4º      | Serie D                         | 7              | 1959-1960 | 1967-1968       | 11     |
| 5º      | Campionato Interregionale       | 10             | 1981-1982 | 1990-1991       | 17     |
| 5º      | Campionato Nazionale Dilettanti | 6              | 1993-1994 | 1998-1999       | 17     |
| 5º      | Serie D                         | 1              | 1999-2000 | 1999-2000       | 17     |

La Toma Maglie ha partecipato complessivamente a 32 campionati organizzati dalle leghe nazionali della FIGC: in chiaro sono evidenziate le annate a carattere professionistico secondo le disposizioni delle NOIF in tema di tradizione sportiva cittadina.

### Campionati regionali
| Livello | Categoria             | Partecipazioni | Debutto   | Ultima stagione | Totale |
| ------- | --------------------- | -------------- | --------- | --------------- | ------ |
| V       | Promozione            | 6              | 1956-1957 | 1976-1977       | 16     |
| V       | Campionato Dilettanti | 2              | 1957-1958 | 1958-1959       | 16     |
| V       | Prima Categoria       | 4              | 1959-1960 | 1962-1963       | 16     |
| V       | Eccellenza            | 4              | 2020-2021 | 2023-2024       | 16     |
| VI      | Prima Categoria       | 3              | 1970-1971 | 1977-1978       | 25     |
| VI      | Promozione            | 10             | 1978-1979 | 2024-2025       | 25     |
| VI      | Eccellenza            | 12             | 1991-1992 | 2011-2012       | 25     |
| VII     | Promozione            | 4              | 2008-2009 | 2013-2014       | 4      |

Il campionato 1937-1938 di Seconda Divisione fu disputato dalla Polisportiva Magliese che vinse il torneo e acquisì il diritto a partecipare al campionato di Prima Divisione che però non fu disputato per motivi bellici. In seguito, la Polisportiva Magliese, insieme ad altre squadre cittadine, si fuse alla Toma Maglie trasferendo a quest'ultima i meriti sportivi conseguiti nella stagione 1937-1938. In virtù di tale trasferimento, la Toma Maglie disputò il suo primo campionato di Prima Divisione nella stagione 1946-1947.